# Isabella Archan
Isabella Archan (* 27. Juni 1965 in Graz, Steiermark) ist eine österreichische Schauspielerin, Hörspielsprecherin und Krimiautorin. Archan lebt seit 2002 in Köln.

## Leben
Nach der Matura und Schauspielstudium folgten mehrjährige Engagements am Schauspielhaus Graz, am Wiener Volkstheater, am Stadttheater Luzern und am Staatstheater Saarbrücken. Archan spielte zum Beispiel das Gretchen in Goethes Faust (neben Harald Krassnitzer als Faust) in Saarbrücken, Ophelia in Shakespeares Hamlet bei den Perchtoldsdorfer Sommerfestspielen (neben Jacques Breuer als Hamlet) und Marianne in Ödön von Horváths Geschichten aus dem Wienerwald (neben Thomas Balou Martin als Metzger Oskar) in Saarbrücken.
In der Fernsehserie Lindenstraße spielte Archan 2014/15 die Fruchtbarkeitsspezialistin Frau Dr. Busch. Im Tatort Köln verkörperte Archan in der Folge Ohnmacht Regina Sievers, die Mutter des Opfers. Außerdem spielte sie neben Armin Rohde im Weihnachtsschnitzel die Polizistin Helene.
Seit 2014 arbeitet Archan vorwiegend als Krimiautorin und veröffentlichte bisher diverse Titel beim Conte Verlag, beim Emons Verlag, beim Haymon Verlag, beim Benevento Verlag und beim Ullstein Verlag. Unter dem Pseudonym Jette Jacobson veröffentlichte Archan auch einen Liebesroman, der auf der Nordseeinsel Amrum spielt.

## Werke (Auswahl)
- Helene geht baden, 2014
- Marie spiegelt sich, 2015
- Anton zaubert wieder, 2016
- Ein reines Wesen, 2019
- Die Alpen sehen und sterben, 2019
- Wenn die Alpen Trauer tragen, 2020
- Drei Morde für die MörderMitzi, 2021
- Die MörderMitzi und der Sensenmann, 2022
- Schießt nicht auf die MörderMitzi, 2022
- Und täglich grüßt die MörderMitzi, 2024
- Die Schlange von Sirmione, 2025

## Filmografie (Auswahl)
- 1984: Seifenblasen
- 1984: Waldheimat (Fernsehserie, 1 Folge)
- 1987: Lebenslinien (Fernsehserie, 1 Folge)
- 1987: Rosa und Rosalind (Fernsehserie)
- 2006: Tatort: Aus der Traum (2006) (Fernsehreihe)
- 2011: Elli & Richard (Kurzfilm)
- 2013: Camille
- 2014: Tatort: Ohnmacht (Fernsehreihe)
- 2014:Diese Kaminskis – Wir legen Sie tiefer! (Fernsehserie, 1 Folge)
- 2014/15: Lindenstraße (Fernsehserie, 4 Folgen)
- 2018: Der Schrei
- 2021: Mord in der Familie – Der Zauberwürfel (Miniserie, 2 Folgen)
- 2022: Schnitzel (Filmreihe): Das Weihnachtsschnitzel (Fernsehfilm)
- 2024 Für alle Fälle Familie  – Sat 1
- 2024 Like a loser – Staffel 2  – ZDF neo

## Hörspiele (Auswahl)
Die ARD-Hörspieldatenbank und die OE1-Hörspieldatenbank enthalten (Stand: November 2023) für den Zeitraum von 1982 bis 2016 insgesamt 47 Datensätze, bei denen Isabella Archan als Sprecherin geführt wird.
- 1982: Guntram Vesper: Unten im Schwarzwald (Crescentia Springmann) – Regie: Karl Friedrich (Original-Hörspiel – ORF Steiermark)
- 1983: Harald Sommer: Wahnsinnig traurig (Elke) – Regie: Harald Sommer (Originalhörspiel – ORF Steiermark)
- 1984: Dorothea Macheiner: Grüner Vogel Sehnsucht (Mädchen) – Regie: Manfred Mixner (Originalhörspiel – ORF Steiermark/SFB)
- 1984: Lilian Faschinger Auf der Suche (Rosenrot) – Bearbeitung und Regie: Karl Friedrich (Hörspielbearbeitung – ORF Steiermark)
- 1985: Wolfgang Maria Siegmund: Pegasus wünscht sich einen Borsalino (Germanistin) – Regie: Lucas Cejpek (Originalhörspiel – ORF Steiermark)
- 1992: Anette Kührmeyer: Zazie und der lange Kerl im Autobus S. Raymond Queneau. Ein Porträt – Regie: Stefanie Hoster (Feature – SR)
- 1995: Brüder Grimm: Von der klugen Else (Magd) – Regie: Heidrun Nass (Hörspielbearbeitung – SR)
- 1999: Paul Auster: Hinter verschlossenen Türen (Virginie) – Regie: Norbert Schaeffer (Hörspielbearbeitung – WDR)
- 2002: Gerhard Herm: Feuer, Eis und Mord (Kontrollposten) – Regie: Burkhard Ax (Originalhörspiel, Kriminalhörspiel – WDR)
- 2003: Friedrich Bestenreiner: Code Black – Regie: Christoph Pragua
- 2004: Friedemann Schulz: Observation am Nachmittag (Frau am Telefon) – Regie: Christoph Pragua (Originalhörspiel, Kriminalhörspiel – WDR)
- 2008: Peter Steinbach: Kleine Schlacht (2 Teile) (Jeanne) – Regie: Claudia Johanna Leist (Originalhörspiel – WDR)
- 2010: Jonathan Stroud: Bartimäus – Das Amulett von Samarkand (1. Teil) – Regie: Robert Schoen (Hörspielbearbeitung, Kinderhörspiel – SWR)
- 2010: Ute Krause: Osman – Der Dschinn in der Klemme (3 Teile) (Frau (Mutter von Friedrich)) – Regie: Thomas Werner (Hörspielbearbeitung, Kinderhörspiel – WDR)
- 2012: Till Müller-Klug: Europa, eine Plagiate-Saga (Simulta) – Regie: Thomas Wolfertz (Originalhörspiel – WDR)
- 2016: Rainer Nikowitz: Nachtmahl (2 Teile) (Chantal) – Bearbeitung und Regie: Jörg Schlüter (Hörspielbearbeitung, Kriminalhörspiel – WDR)

Quellen: ARD-Hörspieldatenbank für die deutschen und die OE1-Hörspieldatenbank für die österreichischen Produktionen

## Auszeichnung
- 2025: GLAUSER für den besten Kurzkrimi: Fröndenberger Fäden, erschienen in der Anthologie Verbrechen nebenan. Mord am Hellweg XI. (Grafit Verlag)